# Olympische Sommerspiele 1964/Teilnehmer (Dänemark)
| Gelbes Symbol für Goldmedaillen mit stilisierten Olympischen Ringen | Graues Symbol für Silbermedaillen mit stilisierten Olympischen Ringen | Braundes Symbol für Bronzemedaillen mit stilisierten Olympischen Ringen |
| ------------------------------------------------------------------- | --------------------------------------------------------------------- | ----------------------------------------------------------------------- |
| 2                                                                   | 1                                                                     | 3                                                                       |

Dänemark nahm an den Olympischen Sommerspielen 1964 in Tokio mit einer Delegation von 60 Athleten (53 Männer und 7 Frauen) an 40 Wettkämpfen in zehn Wettbewerben teil.
Die dänischen Sportler gewannen zwei Gold-, eine Silber- und drei Bronzemedaillen. Olympiasieger wurden die Ruderer John Ørsted Hansen, Bjørn Hasløv, Erik Petersen und Kurt Helmudt im Vierer ohne Steuermann sowie die Segler Ole Berntsen, Christian von Bülow und Ole Poulsen in der Bootsklasse Drachen. Fahnenträger bei der Eröffnungsfeier war der Segler Henning Wind.

## Teilnehmer nach Sportarten

### Boxen
- Børge Krogh
Leichtgewicht: in der 1. Runde ausgeschieden

- Preben Rasmussen
Halbweltergewicht: in der 1. Runde ausgeschieden

- Hans-Erik Pedersen
Weltergewicht: im Achtelfinale ausgeschieden

- Tom Bogs
Halbmittelgewicht: im Viertelfinale ausgeschieden

### Kanu
Männer
- Erik Hansen
Einer-Kajak 1000 m: 7. Platz

- Preben Jensen
Zweier-Kajak 1000 m: 9. Platz

- Hans-Wiggo Knudsen
Zweier-Kajak 1000 m: 9. Platz

- Peer Norrbohm
Zweier-Canadier 1000 m: Bronze

- John Rungsted Sørensen
Zweier-Canadier 1000 m: Bronze

Frauen
- Birthe Lindskov Hansen
Einer-Kajak 500 m: 9. Platz
Zweier-Kajak 500 m: 5. Platz

- Anni Werner-Hansen
Zweier-Kajak 500 m: 5. Platz

### Leichtathletik
Männer
- Aske Dam
5000 m: im Vorlauf ausgeschieden

- Tommy Kristensen
20 km Gehen: 14. Platz

Frauen
- Jette Andersen
800 m: im Vorlauf ausgeschieden

- Nina Hansen
Weitsprung: 20. Platz
Fünfkampf: 9. Platz

### Radsport
- Kjell Rodian
Straßenrennen: Silber

- Ole Højlund
Straßenrennen: 15. Platz
Mannschaftszeitfahren: 7. Platz

- Flemming Gleerup Hansen
Straßenrennen: 21. Platz
Mannschaftszeitfahren: 7. Platz

- Ole Ritter
Straßenrennen: 74. Platz
Mannschaftszeitfahren: 7. Platz

- Henning Petersen
Mannschaftszeitfahren: 7. Platz

- Niels Fredborg
Bahn Sprint: im Vorlauf ausgeschieden
Bahn Tandem: 5. Platz

- Peder Pedersen
Bahn Sprint: im Vorlauf ausgeschieden

- Jan Ingstrup-Mikkelsen
Bahn 1000 m Zeitfahren: 11. Platz
Bahn 4000 m Mannschaftsverfolgung: 5. Platz

- Per Sarto Jørgensen
Bahn Tandem: 5. Platz

- Preben Isaksson
Bahn 4000 m Einerverfolgung: Bronze 
Bahn 4000 m Mannschaftsverfolgung: 5. Platz

- Kurt vid Stein
Bahn 4000 m Mannschaftsverfolgung: 5. Platz

- Bent Hansen
Bahn 4000 m Mannschaftsverfolgung: 5. Platz

### Ringen
- Jørgen Jensen
Fliegengewicht, griechisch-römisch: in der 2. Runde ausgeschieden

- Svend Skrydstrup
Federgewicht, griechisch-römisch: in der 4. Runde ausgeschieden

- Kurt Madsen
Leichtgewicht, griechisch-römisch: in der 3. Runde ausgeschieden

### Rudern
Männer
- Peter Fich Christiansen
Zweier ohne Steuermann: 5. Platz

- Hans Jørgen Boye
Zweier ohne Steuermann: 5. Platz

- Jens Berendt Jensen
Zweier mit Steuermann: im Vorlauf ausgeschieden

- Knud Nielsen
Zweier mit Steuermann: im Vorlauf ausgeschieden

- Niels Olsen
Zweier mit Steuermann: im Vorlauf ausgeschieden

- John Ørsted Hansen
Vierer ohne Steuermann: Gold

- Bjørn Hasløv
Vierer ohne Steuermann: Gold

- Kurt Helmudt
Vierer ohne Steuermann: Gold

- Erik Petersen
Vierer ohne Steuermann: Gold

- Ole Paustian
Vierer mit Steuermann: 11. Platz

- Poul Erik Nielsen
Vierer mit Steuermann: 11. Platz

- Niels Nielsen
Vierer mit Steuermann: 11. Platz

- Bent Larsen
Vierer mit Steuermann: 11. Platz

- Tom Hinsby
Vierer mit Steuermann: 11. Platz

### Schießen
- Ole Hviid Jensen
Kleinkalibergewehr Dreistellungskampf 50 m: 14. Platz
Kleinkalibergewehr liegend 50 m: 12. Platz

- Niels Petersen
Kleinkalibergewehr Dreistellungskampf 50 m: 13. Platz
Kleinkalibergewehr liegend 50 m: 29. Platz

### Schwimmen
Männer
- Lars Kraus Jensen
200 m Rücken: im Vorlauf ausgeschieden

Frauen
- Kirsten Strange-Campbell
100 m Freistil: im Vorlauf ausgeschieden
400 m Lagen: im Vorlauf ausgeschieden

- Kirsten Michaelsen
100 m Rücken: im Vorlauf ausgeschieden

### Segeln
- Henning Wind
Finn-Dinghy: Bronze

- Hans Fogh
Flying Dutchman: 4. Platz

- Ole Gunnar Petersen
Flying Dutchman: 4. Platz

- Ole Berntsen
Drachen: Gold

- Christian von Bülow
Drachen: Gold

- Ole Poulsen
Drachen: Gold

- William Berntsen
5,5-m-R-Klasse: 12. Platz

- Carl Christian Lassen
5,5-m-R-Klasse: 12. Platz

- Per Holm
5,5-m-R-Klasse: 12. Platz

### Wasserspringen
Männer
- Søren Svejstrup
10 m Turmspringen: 17. Platz

Frauen
- Kirsten Velin
10 m Turmspringen: 17. Platz